# Norberto Eugenio Conrado Martina
Norberto Eugenio Conrado Martina OFM (* 6. September 1930 in San Lorenzo; † 28. August 2001) war Bischof des Argentinischen Militärordinariates.

## Leben
Norberto Eugenio Conrado Martina trat der Ordensgemeinschaft der Franziskaner bei, legte am 29. Juni 1954 die Profess ab und empfing am 26. Dezember 1956 die Priesterweihe.
Papst Johannes Paul II. ernannte ihn am 8. November 1990 zum Bischof des Argentinischen Militärordinariates und Titularbischof von Satafis. Der Erzbischof von Buenos Aires, Antonio Quarracino, spendete ihm am 9. Dezember desselben Jahres die Bischofsweihe; Mitkonsekratoren waren Ubaldo Calabresi, Apostolischer Nuntius in Argentinien, und Emilio Ogñénovich, Bischof von Mercedes-Luján.
Am 7. März 1998 erklärte gemäß den neuen Vergaberichtlinien der römischen Kurie seinen Verzicht auf seinen Titularbischofssitz.